# Menno van Dam
Menno van Dam (Heerenveen, 19 juni 1983) is een Nederlands voetbaltrainer en voormalig voetballer. Tussen 2002 en 2014 was hij actief voor FC Wolvega, SC Veendam, Harkemase Boys, Eintracht Nordhorn, MSC Meppel en d'Olde Veste '54. Van Dam werd na zijn loopbaan als voetballer trainer en werd in juni 2025 aangesteld bij FC Emmen.

## Carrière
Van Dam was na zijn carrière als voetballer actief als trainer in de jeugdopleidingen van sc Heerenveen en FC Groningen, voor hij in 2022 naar Denemarken vertrok, waar hij trainer werd in de opleiding van Brøndby IF. Hier was hij actief voor achtereenvolgens de elftallen –17 en –19. Met dat laatste team werd Van Dam kampioen, waarop hij aangesteld werd als hoofdtrainer van Aalborg BK. Met Aalborg promoveerde hij naar de Superligaen. Door tegenvallende resultaten werd de oefenmeester aan de kant gezet in april 2025.
Twee maanden na zijn ontslag vond Van Dam een nieuwe club. Hij kreeg een contract voor twee seizoenen bij FC Emmen, waar hij de definitieve opvolger werd van de in januari van dat jaar ontslagen Robin Peter. Technisch directeur Nico Haak omschreef het voetbal waar Van Dam voor staat als 'verzorgd, energiek en met oog voor ontwikkeling'.